# Gastrotheca gracilis
Gastrotheca gracilis és una espècie de granota de la família del hemipràctids. Va ser descrit per Ronaldo F. Laurent el 1969. El nom específic gracilis en llatí significa «prim, magre, simple, senzill».
Els adults són arborícoles. Viiuen a les capçades dels arbres, els forats dels arbres i les esquerdes de les roques dels boscos andins de Iunga i les praderies d'altitud. Durant l'amplexus, els mascles col·loquen els ous a la bossa marsupial a l'esquena de la femella. Quan les larves surten de l'ou, es continuen desenvolupant a la bossa. Posteriorment, les femelles les posen basses d'aigua on es metamorfosen. Aquesta espècie persisteix en llocs amb pertorbació moderada de l'hàbitat, com les vores de camins i els boscos andins secundaris de Iunga.

## Distribució
Viu als vessants orientals de la serra de l'Aconquija, la serra de Medina i la serra de Taficillo (prop de Tucumán), al nord-oest de l'Argentina.
A la Llista Vermella de la UICN és catalogat en perill d'extincio. Perd hàbitat per mor d'activitats humanes com els incendis forestals, la desforestació i el manteniment de carreteres.